# Спас (телеканал)
«СПАС» — первый общественный федеральный православный телеканал, самый крупный миссионерский проект Русской Православной Церкви. «СПАС» создаёт библиотеку проектов о Боге, о жизни Церкви и о человеке перед Богом.
Начало вещания в России — 28 июля 2005 года. Основатели телеканала «СПАС» — Александр Батанов (скончался в 2009 году) и Иван Демидов. Основной собственник телеканала — Московская патриархия. В начале 2019 года СМИ и лицензия на вещание (в том числе на право вещания в составе второго цифрового мультиплекса) были переоформлены с ООО «Спас ТВ» на некоммерческую организацию «Фонд православного телевидения» (хотя упоминание «Фонда православного телевидения» в программах «СПАСа» началось в 2014—2015 годах). По оценке Левада-центра, аудитория «СПАСа» составила в 2019 году 2 %.
В марте 2022 года канал был заблокирован на видеохостинге YouTube в связи с западными санкциями. После чего канал переехал на видеохостинг RuTube.
Цифровое эфирное вещание канала в Санкт-Петербурге осуществляется на частоте 666 МГц.

## Основные направления деятельности
Основная задача телеканала — обеспечить ежедневный прямой эфир, производство документальных и художественных фильмов, регулярных программ, репортажей и образовательных программ о православии.
Вещание канала осуществляется практически на всей территории Российской Федерации, стран СНГ, Балтии, Восточной Европы, ряд стан Западной Европы, а также страны Центральной и Юго-Восточной Азии.

## Программы
Текущие
- «Белые ночи» с Региной Парпиевой (с 2020)[5], слепая девочка, которая взяла интервью у Владимира Путина[6][7]
- «Главное» с Анной Шафран (с 2019)
- «Святыни России» — Антон и Виктория Макарские, Михаил и Катерина Башкатовы, Анатолия Руденко и Елена Дудина, Глафира Тарханова и Алексей Фадеев, Агния Кузнецова и Максим Петров — путешествуют по святым местам России (с 2018)[8]
- «Движение вверх» (с 2021)[9]
- «День Патриарха» — информационная программа (освещение деятельности Патриарха Московского и Всея Руси) (с 2018)
- «Завет» — ведущие Роман Голованов и Инна Веденисова (с 2018)[10]
- «В поисках Бога» (с 2019)
- «Прямая линия. Ответ священника» (с 2017)
- «Как я стал монахом» (с 2019)[11]
- Люди будущего — ведущая Юлия Варенцова (с 2021)[12]
- «Вечер на СПАСе» — Вечерний информационно-аналитический канал (с 2021)
- «Парсуна» — авторская программа Владимира Легойды (с 2018)
- «Профессор Осипов» (с 2021)
- «Тайны сказок» с Анной Ковальчук (с 2018)[13]
- «Монастырская кухня» с Максимом Сырниковым и Олегом Робинов (с 2016)
- «Тест на правду» — ведущий Игорь Петровский (с 2019)
- «Щипков» — авторская программа Александра Щипкова (с 2017)
- «Я хочу ребёнка» с Галиной Теряевой (с 2018) — программа о приемных семьях
- «Прямая линия жизни» с Натальей Москвитиной (с 2020) — программа, отговаривающая[уточнить] женщин от абортов
- «Утро на СПАСе» — утренняя телепрограмма (с 2020)

Архивные (некоторые из них)
- «RE:Акция» с Еленой Жосул (2020—2021) — реакция церковных деятелей на повестку дня.
- «Не верю! Разговор с атеистом» — программа, где представитель РПЦ и атеист вступают в дебаты. (2017—2021)
- «Новый день» — информационная программа (2018—2021)
- «RES PUBLICA» — ведущие Александр Яковлев, протоиерей Александр Абрамов и протоиерей Игорь Фомин (2018—2020)[14]
- «В поисках смысла» — телевизионный дебют журналиста, вице-президента «Медиа Союза» Елены Зелинской
- «Вехи» с Александром Дугиным
- «Вечность и время» — ведущий Борис Костенко (2012—2017)
- «Две сестры» (2018—2019) — ведущие Алёна Кулешова (Горенко) и Дарья Князева[15]
- «День ангела» (2018—2020)[16]
- «Диалог под часами» с протоиереем Дмитрием Смирновым (2011—2017)[17]
- «До самой сути» — социально-политическое ток-шоу с Еленой Жосул (2018—2020)[18]
- «Единство истории»
- «Женская половина» — авторская программа Елены Жосул (2019)[19]
- «Идущие к… Послесловие» — ведущий Борис Соболев (2019—2020)[20]
- «Итоги дня»
- «Киноклуб „Золотой Витязь“» с Николаем Бурляевым
- «Консервативный клуб» — ведущий Борис Костенко (2012—2017)
- «Мой путь к Богу» — ведущий священник Георгий Максимов (2014—2017)[21]
- «Монастыри России» (2016—2017)[22]
- «Национальное достояние» — культурно-просветительская и образовательная программа для детей и юношества
- «Основы православной культуры»
- «Печатное слово»
- «Пилигрим» — ведущие Янис Политов (2019), Роман и Лидия Головановы (2020)[23]
- «Поиск истины с Алексеем Осиповым» (2017)
- «Спас. Прямой эфир» (2017—2018)
- «Пятёрка по экономике» — ведущий Михаил Хазин (2007)[24]
- «Россия и Мир» — ведущий Борис Костенко
- «Русские судьбы» — ведущий Борис Костенко (2015—2017)[25]
- «Русский обед» с Максимом Сырниковым и Алёной Кулешовой (Горенко) (2019—2020)
- «Русский час» с протоиереем Дмитрием Смирновым (2005—2011)[26]
- «С Божией помощью!» — ведущая Галина Теряева
- «Светлая память» с инокиней Ольгой (Гобезвой) (2018—2019)[27]
- «Сетевые войны» с И. В. Горячевым
- «Сила духа» с Николаем Валуевым (2018—2019)
- «Следы империи» с Аркадием Мамонтовым (2017—2019)[28]
- «Слово» (2017—2018)
- «Событие» — информационная программа
- «Точка опоры» с Наталией Ининой и протоиереем Ильёй Дорогойченко
- «У водоразделов мысли»
- «Философские чтения»
- «Церковный вестник»
- «Школа милосердия» — ведущая Наталия Долина
- «Я очень хочу жить» — ведущая Дарья Донцова (2018—2020)[29]
- «Я тебя люблю» — ведущие Наталья Москвитина и протоиерей Артемий Владимиров (2018—2019)[30]

## Вещание
По итогам конкурса, проведённого в Роскомнадзоре 25 сентября 2013 года, право на вещание в составе второго мультиплекса цифрового телевидения России получила компания ООО «СПАС ТВ» с концепцией телеканала «СПАС».
1 сентября 2020 года телеканал начал вещание в широкоэкранном формате 16:9.
С 1 февраля 2023 года, телеканал вещает с разбивкой на 3 часовых пояса (Орбита-0 — на Европейскую часть России, Орбита-2 — на Урал и Сибирь и Орбита-7 — на Дальний Восток).
Цифровое эфирное телевидение
23 октября 2013 года Российская телевизионная и радиовещательная сеть (РТРС) начала цифровое эфирное вещание телеканала «СПАС» на второй позиции в составе второго мультиплекса РТРС-2, в стандарте DVB-T2. Первой в цифровой эфир «Спаса» вышла программа для детей и юношества «Радость моя». В 2019 году из федерального бюджета «Спасу» были выделены 1,107 млрд рублей в виде единовременной субсидии на вещание в городах с населением менее 100 тысяч человек.
Кабельное и IP-телевидение
Телеканал транслируется операторами кабельного и IP-телевидения России и стран СНГ.
Спутниковое вещание
Вещание осуществляется со спутника «Ямал-401» 90° в. д. (сигнал охватывает практически всю территорию Российской Федерации, страны СНГ, Балтии, Восточной Европы, Северной Африки, ряд Западно-европейских стран, а также страны Центральной и Юго-восточной Азии).
Вещание также ведётся с платформы «Триколор ТВ» (пакет «Единый») через спутники «Экспресс-АМУ1», 36° в. д., «Экспресс АМ7», 40° в. д., «Ямал-402» 54,9° в. д.; с платформы «НТВ-Плюс» (пакет «Базовый») через спутник «Экспресс-АМУ1», 36° в. д.; с платформы OTAU TV через спутники KazSat-3 58,5° в. д., Intelsat 904 60° в. д.; с платформы «МТС ТВ» через спутник ABS-2, 75° в. д.; с платформы «Телекарта» (пакет «Безлимитный») через спутник Horizons-2 85° в. д.; с платформы «Восточный Экспресс» (пакет «Безлимитный Восток HD») через спутник «Экспресс АМ5» 140° в. д.

## Информация о закрытии
30 июня 2010 года телеканал «СПАС» из-за финансовых трудностей мог прекратить вещание, но представители телеканала опровергли эту информацию. Сотрудники канала сообщили, что «финансовое положение „Спаса“ опасений не вызывает»:

Да, действительно ООО «Спас ТВ» расторгло часть договоров с контрагентами, но в настоящее время все договора возобновляются и пролонгируются. У телеканала «СПАС» нет задолженности ни перед контрагентами, ни перед сотрудниками.
— Теленовости
По словам Ольги Любимовой: «Главная проблема канала „Спас“ была в том, что он попал в кризис, а до кризиса изначально спонсоры найдены были несерьёзные, очень быстро они от канала отступили, а коллектив был набран. Классическая ошибка из 90-х, которая была почему-то в нулевых допущена».

## Награды и достижения
- 13 января 2022 года, в День российской печати, председатель Правительства Российской Федерации М. В. Мишустин вручил коллективу телеканала «СПАС» премии Правительства РФ в области средств массовой информации «за вклад в развитие духовной культуры в средствах массовой информации». Высокой наградой за вклад в развитие духовной культуры в СМИ были удостоены генеральный директор Телеканала Борис Корчевников, руководитель службы информационных программ Иван Куприянов, корреспондент Александр Егорцев, а также ведущие Телеканала — Владимир Легойда и Вероника Иващенко.
- Персональные:
  - Автор и ведущая Наталья Смирнова — премия «Лицо нации» в номинации «Благотворительный проект в области СМИ» за телевизионную рубрику «Пока не поздно»[39][аффилированный источник?].
  - Дарья Донцова — премия «Будем жить» от Ассоциации онкологических пациентов «Здравствуй!» за программу «Я очень хочу жить». Победу одержала также и рубрика «Пока не поздно» Натальи Смирновой[40][аффилированный источник?].
  - Генеральный директор и генеральный продюсер Б. В. Корчевников — орден Дружбы «за большой вклад в развитие средств массовой информации и многолетнюю плодотворную деятельность»[41].

## Санкции
18 декабря 2023 года, из-за российского вторжения на Украину, телеканал попал под санкции стран Евросоюза:

Канал распространяет прокремлевскую пропаганду и дезинформацию об агрессивной войне России против Украины. В различных программах он оправдывает войну России против Украины по религиозным и духовным основаниям. Таким образом, телеканал «Спас» материально поддерживает действия которые подрывают и угрожают территориальной целостности, суверенитету и независимости Украины. Более того, он получает выгоду от правительства России, которое несёт ответственность за аннексию Крыма и дестабилизацию Украины— «Официальный журнал Европейского союза», Брюссель, 18 декабря 2023 года

## Руководители
Генеральные директора
- Александр Батанов (2005—2009)
- Борис Костенко (2009—2011, 2012—2017)
- Игорь Мещан (2011—2012)
- Борис Корчевников (с 2017)[45]

Главные продюсеры
- Светлана Нехорошева (2011—2012)
- Борис Костенко (2012—2017)
- Борис Корчевников (с 2017)[45]